# James L. Howard
James Leland Howard, född 18 januari 1818, död 1906, var en amerikansk affärsman och politiker som var viceguvernör i Connecticut.

## Tidigt liv
James L. Howard föddes i Windsor, Vermont. Han var son till pastorn Leland Howard. Han fick akademisk utbildning och började arbeta som kontorist i New York vid femton års ålder. Han flyttade till Hartford i Connecticut 1838, där han började arbeta i tillverkningsindustrin på egen hand 1841. Med sin partner Hurlburt tillverkade han delar till vagnar och sadlar. De började snart också tillverka saker till järnvägsvagnar. Howard köpte snart ut sin partner och företaget fick namnet James L. Howard & Company 1876. Han var även direktör för Hartford City Gas Light Company och hade ledande positioner i Phoenix National Bank, Traveler’s Insurance Company, Hartford County Fire Insurance Company, Retreat for the Insane, Farmington River Power Company och flera andra företag inom tillverkningsindustrin. Han satt dessutom i styrelsen för New York & New England Railroad Company. Bolaget James L. Howard & Company finns fortfarande kvar under namnet från 1846.
Howard gifte sig den 1 juni 1842 med Anna Gilbert, dotter till Joseph B. Gilbert från Hartford.

## Politisk karriär
Howard var från början medlem av Whigpartiet och blev naturligt medlem av Republikanerna när det partiet bildades 1856. Han försökte utan framgång bli borgmästare i Hartford 1878 och 1880.
På hösten 1886 valdes Howard till viceguvernör i Connecticut. Han tjänstgjorde i en tvåårig mandatperiod tillsammans med guvernören Phineas C. Lounsbury från den 7 januari 1887 till den 10 januari 1889.